# Friville-Escarbotin

Friville-Escarbotin este o comună în departamentul Somme, Franța. În 1 ianuarie 2022 avea o populație de 4.394 de locuitori.